# Томпсон, Рути
Рути Томпсон (англ. Ruthie Tompson; 22 июля 1910 — 10 октября 2021) — оператор и художник, а также супердолгожитель из США. Она известна своей работой над анимационными фильмами в The Walt Disney Company.

## Биография

### Ранний период жизни
Рути Томпсон родилась 22 июля 1910 года в Портленде, штат Мэн, и выросла в Бостоне, штат Массачусетс. В ноябре 1918 года в возрасте восьми лет переехала с семьей в Окленд, штат Калифорния. В конце Первой мировой войны пережила пандемию гриппа 1918 года. В 1924 году родители развелись, и мать Арлин вышла замуж за художника Джона Робертса. Семья переехала в Лос-Анджелес, их дом находился в том же квартале, что и дом Роберта Диснея, дяди Уолта Диснея. Здесь жили Рой и Уолт Дисней, когда они впервые приехали в Лос-Анджелес.

### Компания Уолта Диснея
По словам Томпсон, она впервые встретила Диснеев, когда навестила новорожденного ребёнка своего соседа Роберта. Она вспоминает, как сидела на коробке с яблоками, пока её родители не сказали, что пойдут домой на ужин. The Walt Disney Company, тогда известная как Студия мультфильмов братьев Дисней, находилась недалеко от её дома, и Томпсон проходила мимо неё по дороге в гимназию. Её пригласили в офис после того, как она много раз стояла на улице и смотрела через окно, как они работают. Она часто бывала в офисе и в итоге снялась в комедиях Алисы.
В 18 лет Томпсон начала работать в Академии верховой езды Дуброка, где Рой и Уолт Дисней часто играли в поло. Уолт Дисней вспомнил Томпсон и предложил ей работу в качестве контуровщика. После обучения на контуровщика, Томпсон была переведена в отдел красок, где она помогала с Диснеевскими Белоснежкой и семью гномами. После работы над несколькими другими фильмами Диснея, Томпсон была повышена до должности главного проверяющего, где она проверяла кадры анимации, прежде чем они были сфотографированы на пленку. Томпсон продолжала работать на Disney и во время Второй мировой войны была повышена и стала работать над учебными и образовательными фильмами для Вооруженных сил США с такими персонажами Диснея, как Микки, Дональд Дак и Гуфи. К 1948 году Томпсон работала в отделе камеры, разрабатывая движения камеры и механику для создания анимации. Она стала одной из трех первых женщин, принятых в Международный союз фотографов. Томпсон продолжала работать в студии, в конечном итоге став руководителем отдела планирования экрана.
Она вышла на пенсию в 1975 году, проработав в The Walt Disney Company почти 40 лет. Будучи на пенсии, она работает на внутреннем телеканале в загородном доме Фонда кино и телевидения (MPTF), где она и живёт. Томпсон — старейший участник «Женщины в анимации». В 2000 году Томпсон была отмечена программой «Легенды Диснея» и получила премию «Легенды Диснея» за свою работу в студии Уолта Диснея. В 2017 году Томпсон была отмечена Академией кинематографических искусств и наук за её вклад в анимационную индустрию. В июле 2020 года Томпсон исполнилось 110 лет, и знаменитости, в том числе Вупи Голдберг, поздравили её с днём рождения.

## Долголетие
Когда Томпсон спросили о секрете её долголетия, она рассмеялась и сказала, что пила и курила, но не очень много.
В другой раз на вопрос о секрете её долголетия Томпсон шутила: «Это потому, что я вампир!»; «Как я могу рассказать вам свой секрет, ведь тогда он не будет секретом!». Однако позже она становилась серьёзной и говорила, что не знает почему она все ещё тут, но знает, что не хочет, чтобы её уважали только за возраст.

## Фильмография
- Одинокие призраки (1937) (чернила и краска — в титрах не указана);
- Белоснежка и семь гномов (1937) (чернила и краска — в титрах не указана);
- Пиноккио (1940);
- Фантазия (1940);
- Дамбо (1941);
- Дональд в Mathmagic Land (планировщик сцены, в титрах не указана) (1959);
- Спящая красавица (проверяющая и планировщик сцены, в титрах не указана) (1959);
- Моряк Попай (1960-62);
- Мэри Поппинс (планировщик сцены, в титрах не указана) (1964);
- The Aristocats (планировщик сцены, в титрах не указана) (1970);
- Робин Гуд (супервайзер по планированию сцены, в титрах не указана) (1973);
- Винни-Пух и Тигра-Ту (короткометражный фильм; 1974);
- Спасатели (1977);
- Властелин колец (1978);
- Метаморфозы (1978);
- The Hand Behind the Mouse: The Ub Iwerks Story (Documentary) (особая благодарность — в роли Рути Томпсон) (1999);
- American Experience (документальный сериал) (в роли самой себя) (2015);
- Уолт Дисней — Часть 1 (в роли самой себя) (2015);
- 110-летняя Рути Томпсон рассказывает нам о том, как сделать Белоснежку | НЕ ТАК МАЛЕНЬКИЙ МИР (веб-эпизод) (в роли самой себя) (2020).